# Taïfa d'Arcos de la Frontera
1011–1068
1091–1101
1143–1145
Entités précédentes :
- Califat de Cordoue

Entités suivantes :
- Taïfa de Séville (1068)
- Almoravides (1101)
- Empire almohade (1145)

La taïfa d'Arcos de la Frontera fut un royaume (émirat) musulman indépendant constitué en al-Andalus en 1012 en conséquence de la dislocation du califat de Cordoue à partir de l'an 1008 et qui disparut en 1069 lors de sa conquête et de son intégration à la taïfa de Séville. Ce royaume appartient à la première période de taïfas. C'est un royaume de taïfa mineur, tout comme ceux d'Algarve, Algesiras, Carmona, Huelva, Mértola, Moron, Niebla, Ronda ou Silves, qui tous furent conquis et incorporés à la taïfa de Séville. 
La faction berbère des Banu Jizroun, appartenant à la confédération des Zénètes et commandée par Muhammad Ier, s'est emparée du pouvoir dans la cora de Sidonia après en avoir expulsé le gouverneur omeyyade qui la dirigeait, proclamant son indépendance et donnant ainsi naissance à l'émirat de Taïfa d'Arcos en 1012, avec pour capitale la ville actuelle d'Arcos de la Frontera.
La taïfa d'Arcos fut sur le point de disparaître en tant qu'entité indépendante en 1053, quand Al-Mutadid, qui régnait à Séville, y fit emprisonner Abdun ben Muhammad à Séville, avec les rois des taïfas de Ronda et de Morón, une circonstance dont Muhammad II profita pour s'emparer du pouvoir, qu’il exerça jusqu’en 1069, où eut lieu la conquête du territoire par Al-Mutadid.

Reconstituée de façon éphémère à la faveur de la chute des Almoravides de 1143 à 1145, elle fut conquise par les Almohades.

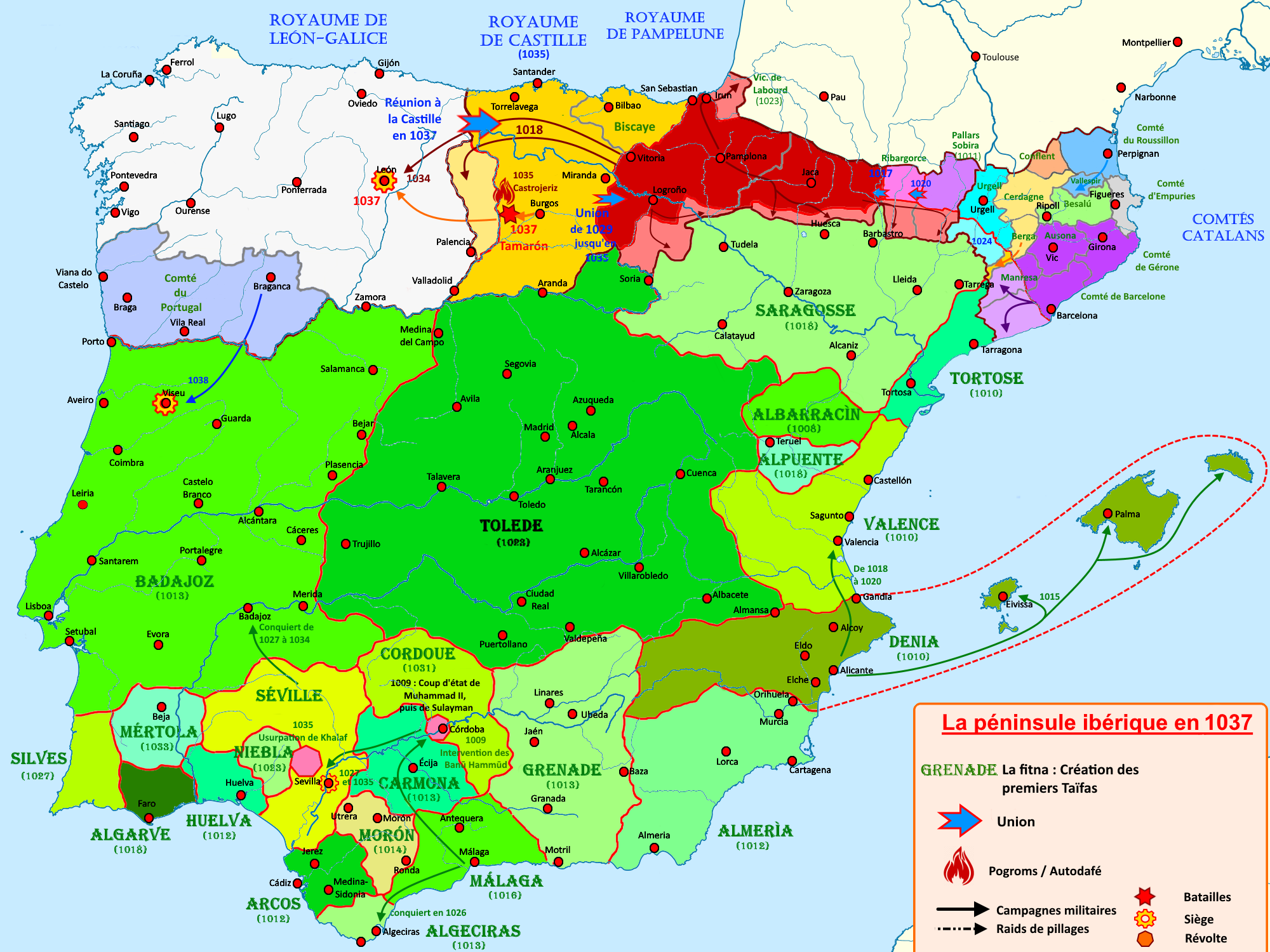
Le premier taïfa d'Arcos, en 1037
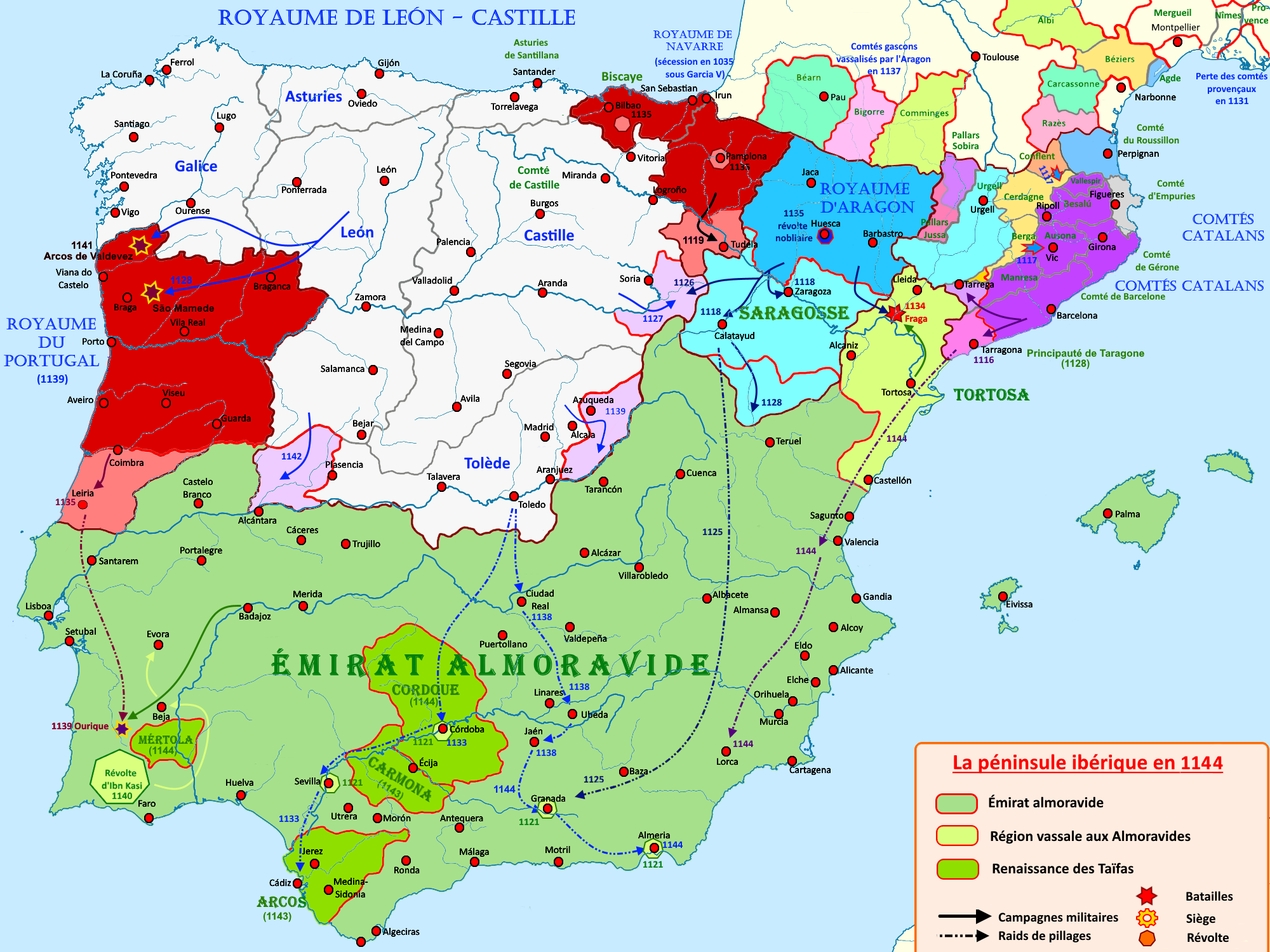
Le second taïfa d'Arcos, en 1144